# Joseph Reinagle
Joseph Reinagle   (Portsmouth, 1762 - Oxford, 12 de novembre de 1825) fou un compositor de música i violoncel·lista popular del segle xviii.

## Biografia
Joseph Reinagle, fill d'un músic alemany resident a Anglaterra, va néixer a Portsmouth el 1762. Era el germà d'Alexander Reinagle. Al principi va ser destinat a la marina, però es va fer aprenent de joier a Edimburg. Després, adoptant la música com a professió, va estudiar la trompa i la trompeta franceses amb el seu pare, i aviat va aparèixer en públic com a intèrpret d'aquests instruments. Actuant sobre consells mèdics, va abandonar els instruments de vent i va estudiar el violoncel sota Schetky (que es va casar amb la seva germana) i el violí sota Aragoni. Va triomfar tan bé que va ser nomenat líder de la banda del Teatre d'Edimburg. Després de presentar-se com a violoncel·lista a Londres, el 1784 va anar a Dublín, on va romandre dos anys. Tornant a Londres, va ocupar un lloc destacat en les principals orquestres i va ser violoncel principal als concerts de Salomon sota Haydn, que li van mostrar molta amabilitat. Es va comprometre a tocar als concerts d'Oxford, va ser tan ben rebut que es va instal·lar a la ciutat i va morir allí el novembre de 1825.
Reinagle era un violoncel·lista molt capaç i gaudia d'una àmplia popularitat. Nathaniel Gow va ser un dels seus alumnes d'Edimburg. Va compondre una gran quantitat de música per a violí, violoncel i pianoforte i va escriure una introducció concreta a l'art de tocar el violoncel (Londres, 1830), que va passar per quatre edicions.
Un fill, músic Alexander Robert Reinagle, nascut a Brighton l'11 d'agost de 1799, va ser de 1823 a 1853 organista de St. Peter's in the East, Oxford i va morir a Kidlington, Oxfordshire, on va ser enterrat el 6 d'abril de 1877.